# Lista över offentlig konst i Kristianstads kommun
Lista över offentlig konst i Kristianstads kommun är en ofullständig förteckning över främst utomhusplacerad offentlig konst i Kristianstads kommun. 
| Titel                                     | Konstnär(er)                                          | Årtal                               | Beskrivning                           | Typ - material                              | Plats Koordinater                                                      | Bild                                                             |
| ----------------------------------------- | ----------------------------------------------------- | ----------------------------------- | ------------------------------------- | ------------------------------------------- | ---------------------------------------------------------------------- | ---------------------------------------------------------------- |
| Storsläggan                               | Axel Olsson                                           | 1947                                |                                       | ignabergakalksten                           | Västra Boulevarden 3 56.03272, 14.15181                                |                                                                  |
| Lena                                      | Elsie Dahlberg                                        | 1962                                |                                       | brons                                       | Västra Storgatan 27-29 56.03075, 14.15502                              | Lena                                                             |
| Pregnant                                  | Roland Anderson                                       |                                     |                                       | brons                                       | Västra Storgatan 32 56.03018, 14.15537                                 |                                                                  |
| Musikanten och hans hund                  | Axel Olsson                                           | 1991                                |                                       | brons                                       | Västra Storgatan 38, gården åt Västra Vallgatan 23 56.02954, 14.15514  |                                                                  |
| Kvartett Även känd som: Kören             | Thomas Qvarsebo                                       | 1984                                |                                       | brons                                       | sydöstra hörnet av Lilla Torg 56.02915, 14.15645                       |                                                                  |
| Klockspelet                               | Sune Friström m.fl                                    | 1992                                |                                       |                                             | Lilla Torg 56.02934, 14.15671                                          |                                                                  |
| Sabinskorna rövas bort                    | Anders Olsson                                         | 1933                                |                                       | brons                                       | Lilla Torg 56.02945, 14.15709                                          |                                                                  |
| Wendisten                                 | Axel Olsson                                           | 1992                                |                                       | brons                                       | Västra Storgatan/Tivoligatan 56.02838, 14.15682                        |                                                                  |
| Café Rio                                  | Axel Olsson                                           | 1992                                |                                       | relief - brons                              | Västra Vallgatan/Tivoligatan 56.02834, 14.15633                        |                                                                  |
| Mannen i islandströja                     | Ivar Johnsson                                         | 1933                                |                                       | brons                                       | Nya Boulevarden 4 56.03068, 14.15347                                   |                                                                  |
| Källan                                    | Carl Magnus                                           | 1996                                |                                       | brons                                       | parken mellan Residensgatan och Västra Storgatan 56.0276, 14.15707     | Källan                                                           |
| Tempelkub                                 | Bård Breivik                                          | 1993                                |                                       | granit                                      | Residensparken 56.02682, 14.15686                                      |                                                                  |
| Kalven                                    | Lena Lervik                                           | 1979                                |                                       |                                             | Tivoliparken vid Fornstugan 56.02874, 14.15341                         |                                                                  |
| Filmfotografen                            | Axel Olsson                                           | 1981                                |                                       | brons                                       | Östra Storgatan 53 56.03005, 14.15684                                  |                                                                  |
| Treklöver                                 | Owe Pellsjö                                           |                                     |                                       | brons                                       | Östra Storgatan 34 56.03037, 14.15626                                  |                                                                  |
| Sinfonia                                  | Folke Truedsson                                       | 1974                                |                                       |                                             | Museigården, Stora Torg 56.03171, 14.1555                              | Sinfonia                                                         |
| Pomona                                    | Nils Möllerberg                                       | 1948                                |                                       | brons                                       | Museigården, Stora Torg 56.03182, 14.15605                             |                                                                  |
| Stenhuggaren                              | J Bartdoff                                            | 1988                                | minnesmärke över Rasmus Claussen      | diabas                                      | Tyggårdsgatan 3 56.03236, 14.15587                                     | Stenhuggaren                                                     |
| Romeo och Julia                           | Axel Olsson                                           | 1991                                |                                       | brons                                       | Östra Storgatan 3 56.03294, 14.15436                                   | Romeo och Julia                                                  |
| Restitution                               | Sarah Schwartz                                        | 1990                                |                                       |                                             | Sommarro, parken Östra Boulevarden 1 56.03372, 14.156                  |                                                                  |
| Skulpturbrunn                             | Owe Pellsjö                                           | 1986                                |                                       |                                             | Sommarro, Östra Boulevarden 1 56.03233, 14.15718                       |                                                                  |
| Lyssna                                    | Kenneth Johansson                                     | 1990                                |                                       | diabas                                      | Nya Boulevarden 6 B 56.03254, 14.15764                                 |                                                                  |
| Hållplats Även känd som: The Waiting Game | Monika Larsen Dennis                                  | 1999                                |                                       |                                             | Östra Boulevarden, Domus 56.03045, 14.15276                            |                                                                  |
| Styrka, snabbhet, uthållighet             | Jacob Dahlgren                                        | 2012                                |                                       | Skulpturgrupp                               | Slättängens förskola 56.01805, 14.13182                                |                                                                  |
| Oändlighetskolonn                         | Bert Johnny Nilsson                                   | 2003                                |                                       |                                             | Kanalgatan 56.02987, 14.16133                                          |                                                                  |
| Stenskulptur                              | Johannes Michler                                      | 1987                                |                                       | diabas                                      | Busstorget, Döbelnsgatan/Kapellgatan 56.02999, 14.16035                |                                                                  |
| Främmande frukter                         | Bert Jonny Nilsson                                    | 1994                                |                                       | brons                                       | Kanalgatan 56.03008, 14.16129                                          |                                                                  |
| Livsglädje                                | Nils Möllerberg                                       | 1961                                |                                       | brons                                       | Lasarettsboulevarden 2 56.03045, 14.16255                              |                                                                  |
| Laxmöte                                   | Agge Sahlberg                                         | 1968                                |                                       | aluminium                                   | Biblioteket, Lasarettsboulevarden 3 56.03121, 14.16147                 |                                                                  |
| Nerthus                                   | Lena Lervik                                           | 1992                                |                                       |                                             | Stadsbiblioteket, Föreningsgatan 4 56.03173, 14.16116                  |                                                                  |
| Gammelföräldrar                           | Hanne Warming                                         | 1992                                |                                       | brons                                       | Stadsbiblioteket, Föreningsgatan 4 56.0319, 14.16122                   |                                                                  |
| Hammarsmeden                              | Constantin Meunier                                    | 1886                                |                                       | brons                                       | Tekniska skolan/Konserthuset 56.03201, 14.16089                        | Ladda upp en bild av detta konstverk                             |
| Diskuskastaren                            | Myron                                                 | 480-445 före Kristus, placerad 1930 |                                       | brons                                       | Konserthuset, framför ingången till Stora salen 56.03186, 14.15986     | Ladda upp en bild av detta konstverk                             |
| Törntaggen                                | Okänd                                                 | antik                               |                                       | brons                                       | 56.03143, 14.16047                                                     |                                                                  |
| Häradssköldar                             | Axel Olsson                                           | 1951                                |                                       | reliefer - brons                            | Tingshuset, Kanalgatan 32 56.03276, 14.15856                           |                                                                  |
| Soluppgång över frukostbordet             | Bitte Jonason Åkerlund                                | 1975                                |                                       |                                             | Barbackagatan 12 56.03107, 14.15103                                    | Soluppgång över frukostbordet                                    |
| Ax                                        | Pål Svensson                                          | 1993                                |                                       | granit                                      | Lilla Bangårdsgatan/Spannmålsgatan 56.03113, 14.15029                  | Ax                                                               |
| Flora 1                                   | Nils Möllerberg                                       | 1935                                |                                       | brons                                       | Tivoliparken, vid Fornstugan 56.02892, 14.15265                        |                                                                  |
| Kvinna med barn i dörrkarm                | Hanne Warming                                         | 1988                                |                                       | brons                                       | Tivoliparken, vid friluftsscenen 56.02851, 14.15313                    | Kvinna med barn i dörrkarm                                       |
| Romantisk konstruktion                    | Sivert Lindblom                                       | 1988                                |                                       | brons, stål                                 | Tivoliparken, norr om teatern 56.02775, 14.15291                       | Romantisk konstruktion                                           |
| Ungdom                                    | Ivar Johnsson                                         | 1963                                |                                       | brons                                       | Tivoliparken, väster om teatern 56.02728, 14.15266                     | Ungdom                                                           |
| Solglitter                                | Carl Milles                                           | 1990                                |                                       | brons                                       | Tivoliparken, öster om teatern 56.02764, 14.15369                      | Solglitter                                                       |
| Bönsyrsa                                  | Åke Jönsson                                           | 1987                                |                                       | brons                                       | Tivoliparken, södra delen 56.02652, 14.1541                            | Bönsyrsa                                                         |
| Gallervägg                                | Åke Jönsson                                           | 1986                                |                                       | aluminium                                   | Tivoliparken, södra delen 56.02617, 14.15491                           | Gallervägg                                                       |
| Blixter och dunder                        | Claes Hake                                            | 1981                                |                                       | brons                                       | Västra Boulevarden, Söderportskolan 56.02583, 14.15734                 |                                                                  |
| Vägvisare                                 | Claes Hake                                            | 1989                                |                                       | granit                                      | C4-gymnasiet 56.02783, 14.16085                                        |                                                                  |
| Kosmos                                    | Takashi Naraha                                        | 1980                                |                                       | diabas                                      | Länsstyrelsen, Västra Boulevarden 56.02777, 14.1599                    | Kosmos                                                           |
| Salut                                     | Mette Björnberg Richard Johansson                     | 2006                                |                                       | tegel, brons                                | Nya boulevarden/Tivolibadsgatan 56.03011, 14.1508                      | Salut                                                            |
| Metamorfos över Kristianstads siluett     | Lars Ekholm                                           | 1995                                |                                       |                                             | Riksens Ständer 56.02864, 14.16138                                     |                                                                  |
| Stake och kulor                           | Lars Ekholm                                           | 1995                                |                                       |                                             | Riksens Ständer 56.02883, 14.16141                                     |                                                                  |
| Flicka som lipar                          | Lena Cronqvist                                        | 2009                                |                                       | brons                                       | Gärdskans innergård, Åhus 55.92655, 14.30007                           |                                                                  |
| Guds tumme                                | Lena Willhammar                                       | 1999                                |                                       |                                             | Vallgatan, Åhus 55.92576, 14.29533                                     |                                                                  |
| Livsglädje                                | Nils Möllerberg                                       | 1950                                |                                       | brons                                       | S:t Annas gränd i Åhus 55.92398, 14.29635                              | Livsglädje                                                       |
| Altare                                    | Lone Larsen                                           | 1996                                |                                       | skulpturgrupp - diabas, stål                | S:ta Annas gränd, Åhus 55.9235, 14.29489                               | Altare                                                           |
| Utmärkt plats                             | Christer Flyckt                                       | 1998                                |                                       |                                             | Gamla Skeppsbron, Åhus 55.92486, 14.30151                              |                                                                  |
| Tobakslyckan                              | Thomas Hallqvist                                      | 1979                                |                                       | brons                                       | Köpmannagatan 31/Mätaregatan, Åhus 55.92269, 14.28883                  | Tobakslyckan                                                     |
| Evighetens frö                            | Hanne-Lore Dreutler                                   | 1982                                |                                       | aluminium                                   | Åhus nya kyrkogård, minneslunden 55.92166, 14.28355                    |                                                                  |
| Filip Orlik                               | Oles Sidoruk Olena Sidoruk Boris Krilov Ivan Omelniuk | 2011                                | En skulptur till minne av Filip Orlik | Skulptur - brons, granit                    | Östra Storgatan i hörnet mot Cardelsgatan 56.02987, 14.1571            | Filip Orlik                                                      |
| Bollflickan                               | Axel Olsson                                           | 1976                                |                                       | brons                                       | Ängsvägen 19 C 56.03108, 14.16752                                      | Bollflickan                                                      |
| Hoppa bock                                | Axel Olsson                                           | 1962                                |                                       | brons                                       | Centralskolan 56.0327, 14.16571                                        |                                                                  |
| Konsul Carl Nilsson                       | Ingrid Geijer-Rönningberg                             | 1963                                | byst över Carl Nilsson                | byst - brons                                | Tivoliparken, norra ingången 56.03007, 14.15165                        |                                                                  |
| Studie i diabas                           | Inge van der Drift                                    |                                     |                                       | diabas                                      | Lasarettsboulevarden 9 56.03177, 14.16389                              |                                                                  |
| Miraklet                                  | Anders Jönsson                                        | 1938                                |                                       | brons                                       | Götgatan/Kapellgatan 56.03333, 14.16384                                |                                                                  |
| Ömhet                                     | Thure Thörn                                           | 1968                                |                                       | brons                                       | Barn.- och ungdomspsyk, Floravägen 3 56.03501, 14.17301                |                                                                  |
| Björn                                     | Lars J. Andersson                                     | 1940                                |                                       | sandsten                                    | Bokvägen 5-7 56.03502, 14.1662                                         |                                                                  |
| Gasell                                    | Okänd                                                 |                                     |                                       | brons                                       | Hönödalsvägen/Snapphanevägen i den lilla parken 56.03658, 14.16494     |                                                                  |
| Makarna Wahlberg                          | Göran Hazelius                                        | 2009                                |                                       | brons                                       | Wahlbergska parken, Lyckans höjd/Hönödalsvägen 56.03565, 14.16346      |                                                                  |
| Kerstin                                   | William Marklund                                      | 1960                                |                                       | brons                                       | Höjdvägen/Snapphanevägen 56.03702, 14.16344                            |                                                                  |
| Tre trallande jäntor                      | Axel Olsson                                           | 1955                                |                                       | brons                                       | Höjdvägen/Snapphanevägen 56.03709, 14.16237                            |                                                                  |
| Pelle                                     | David Wretling                                        | 1952                                |                                       | brons                                       | Almvägen, i parken 56.04041, 14.16382                                  |                                                                  |
| Folkvisan                                 | Emil Näsvall                                          | 1963                                |                                       | konststen                                   | Sommarlust, Kanalgatan 94 56.04139, 14.16354                           |                                                                  |
| Ljusskulptur i brunn                      | Staffan Nihlén                                        | 1978                                |                                       | stålplåt                                    | Sommarlust 56.04204, 14.16505                                          |                                                                  |
| Pojken med guldgåsen                      | Einar Luterkort                                       | 1961                                |                                       | brons                                       | Kanalgatan/Utställningsvägen 56.04285, 14.16383                        |                                                                  |
| Askungen                                  | Stig Blomberg                                         | 1961                                |                                       | marmor                                      | Utställningsvägen 16 56.04317, 14.16245                                |                                                                  |
| Pandora                                   | Bert Jonny Nilsson                                    | 1999                                |                                       | brons                                       | Finlandshusets gård 56.02491, 14.15545                                 |                                                                  |
| Ett fruset ögonblick                      | Börje Berglund                                        | 2011                                |                                       |                                             | vid Ishallen 56.04463, 14.16789                                        |                                                                  |
| Getgubben                                 | Allan Runefelt                                        | 1962                                |                                       | brons                                       | Oxhagsvägen 31 56.04564, 14.16394                                      |                                                                  |
| Månghörning                               | Freddy Fraek                                          | 1990                                |                                       | diabas                                      | Tegelbruksvägen - Grönbetesvägen 56.04815, 14.16773                    |                                                                  |
| Sommarlek                                 | Axel Olsson                                           | 1966                                |                                       | brons                                       | Kommendantvägen 44 56.0509, 14.15857                                   |                                                                  |
| Från Vä till Österäng                     | Per Olov Ultvedt                                      | 1988                                |                                       | betong med röd singelinblandning            | Hjalmar Söderbergsvägen, Österäng 56.04452, 14.17791                   | Från Vä till Österäng                                            |
| Tippen                                    | Axel Olsson                                           | 1978                                |                                       | brons                                       | Österängsbadet, Sjövägen 27 56.04267, 14.17881                         |                                                                  |
| Eke                                       | Arne Sandström                                        | 1976                                |                                       | ek                                          | Österängs bibliotek, Sjövägen 27 56.04255, 14.17999                    |                                                                  |
| Ingen genväg                              | Lars Ekholm                                           | 1996                                |                                       |                                             | vid Krinova 56.04483, 14.14633                                         | Ingen genväg                                                     |
| Stenskulptur                              | Takashi Nahara                                        | 1988                                |                                       | granit                                      | Lastageplatsen 56.02288, 14.15621                                      |                                                                  |
| I förbifarten                             | Arne Sandström                                        | 1967                                |                                       | brons                                       | Genvägen/Flädervägen 56.0185, 14.13984                                 |                                                                  |
| Leende väktare                            | Timo Solin                                            | 1994                                |                                       |                                             | framför kulturhuset Barbacka, Barbackagatan 56.03059, 14.1516          | Leende väktare                                                   |
| Massaikvinnan                             | Arne Sandström                                        | 1986                                |                                       | brons                                       | Christiansro, Östra Boulevarden 56.0327, 14.15681                      |                                                                  |
| Verksamheter vid Ljunggrens verkstad      | J.E. Hansen                                           | 1991                                | Ljunggrens verkstad                   | järnsmide                                   | Östra Ågatan 1 56.0253, 14.15802                                       |                                                                  |
| Teknisk utveckling                        | Fred Åberg                                            | 1991                                |                                       | brons                                       | Östra Ågatan 1 56.02513, 14.15891                                      |                                                                  |
| Tvätterskorna                             | Gerda Thune Andersen                                  | 1969                                |                                       | brons                                       | Östra Boulevarden/Stallgatan 56.0259, 14.16214                         | Tvätterskorna                                                    |
| Minnessten                                | Folke Truedsson                                       | 1976                                |                                       | marmor                                      | Minneslunden, Östra Kyrkogården, Sjökronas gata 1 56.02855, 14.16638   |                                                                  |
| Korset                                    | Folke Truedsson                                       | 1972                                |                                       | brons                                       | Urnlunden, Östra Kyrkogården, Södra Kaserngatan 56.03011, 14.16828     |                                                                  |
| Järnskulptur                              | Ulf Trotzig                                           | 1973                                |                                       | stål                                        | Centralsjukhuset 56.02935, 14.17341                                    |                                                                  |
| Musicerande änglar                        | Carl Milles                                           | 1948                                |                                       | brons, granit                               | Centralsjukhuset 56.0297, 14.17412                                     |                                                                  |
| Vindarnas tempel                          | Ingemar Hellgren                                      | 1973                                |                                       | betong, lättmetall, plexiglas               | Centralsjukhuset 56.0297, 14.17449                                     |                                                                  |
| Sektorns mekanik och volym                | Bertil Herlow-Svensson                                |                                     |                                       | aluminium                                   | Centralsjukhuset 56.03078, 14.1767                                     |                                                                  |
| Hjärtblad                                 | Eric Grate                                            | 1974                                |                                       | brons                                       | Landstingshuset 56.03113, 14.18163                                     |                                                                  |
| Pennan                                    | Carl Fredrik Reuterswärd                              | 1977                                |                                       | brons                                       | Landstingshuset 56.03115, 14.18239                                     |                                                                  |
| Snäckan                                   | Axel Ebbe                                             | 1922                                |                                       | brons                                       | Tivoliparken, öster om teatern 56.02712, 14.15461                      | Snäckan                                                          |
| Korrespondens                             | Gunnar Holmqvist                                      |                                     |                                       | stengods                                    | Gamlegårdens centrum 56.05542, 14.1593                                 |                                                                  |
| Ad Lucem Även känd som: Mot Ljuset        | Axel Olsson                                           | 1986                                |                                       | brons                                       | Kyrkogården, Fjälkinge 56.03691, 14.27991                              |                                                                  |
| Trestegsraketen                           | Astrid Svangren                                       | 2004                                |                                       | Måleri - Akrylfärg på akrylglas, spegelglas | C4-Skolan, trapphus (inomhus) koordinater saknas                       | Det är troligen inte ok att ladda upp en bild av detta konstverk |
| Tillbringare                              | Håkan Berg                                            | 2000                                |                                       |                                             | Församlingshemmet, Degeberga kyrka koordinater saknas                  |                                                                  |
| Romantisk konstruktion/En sol och en måne | Lars Ola Bergqvist, Camilla Herrlin                   | 2000                                |                                       |                                             | parken vid Lantbruksgymnasiet, Önnestad koordinater saknas             |                                                                  |
| Seger över döden                          | Stig Carlsson                                         | 1985                                |                                       | diabas, vångagranit, koppar                 | Västra Vrams kyrka, Tollarp koordinater saknas                         |                                                                  |
| Maja                                      | Carl Eldh                                             | 1967                                |                                       | brons                                       | Skärdalshemmet, Vä koordinater saknas                                  |                                                                  |
| Sjöjungfru                                | Sten Faste                                            |                                     |                                       |                                             | Torget, Tollarp koordinater saknas                                     |                                                                  |
| Tiden går                                 | Thomas Hallqvist                                      | 2000                                |                                       |                                             | Stora Torg koordinater saknas                                          |                                                                  |
| Molnet landar                             | Lena Ingestam                                         | 2010                                |                                       | terrazobetong                               | Väskolan koordinater saknas                                            |                                                                  |
| Den agneanska utsikten                    | Agne Johansson                                        | 2000                                |                                       |                                             | Fjälkinge backar koordinater saknas                                    |                                                                  |
| Skörd                                     | Ivar Johnsson                                         | 1944                                |                                       | brons                                       | Degerberga Tingstorg koordinater saknas                                |                                                                  |
| Svart knapp                               | Hiroshi Koyama                                        | 1995                                |                                       | diabas                                      | Östra Boulevarden, vid Domus-parkeringen koordinater saknas            |                                                                  |
| Alla får vara med                         | Pia König Anna Persson                                | 2002                                |                                       |                                             | Österslövs skola koordinater saknas                                    |                                                                  |
| Den väntande                              | Lone Larsen                                           | 1993                                |                                       | diabas, stål                                | Distriktssköterskemottagningen, Önnegatan, Önnestad koordinater saknas |                                                                  |
| Clownerna                                 | Inga H. Lindahl                                       | 1991                                |                                       | brons                                       | Vä köpcentrum koordinater saknas                                       |                                                                  |
| Milleniumträdet                           | Jacques Montel                                        | 2000                                |                                       |                                             | Arkelstorps centrum koordinater saknas                                 |                                                                  |
| Ny tid                                    | Lisa Baumgartner                                      | 2000                                |                                       |                                             | Sparbanken, Arkelstorp koordinater saknas                              |                                                                  |
| Tafatt                                    | Axel Olsson                                           | 1973                                |                                       | brons                                       | Postkontoret, Arkelstorp koordinater saknas                            |                                                                  |
| Kid                                       | Axel Olsson                                           | 1967                                |                                       | brons                                       | Tollaregården, Arkelstorp koordinater saknas                           |                                                                  |
| Anna-Mia                                  | Axel Olsson                                           | 1979                                |                                       | brons                                       | Everöds skola koordinater saknas                                       |                                                                  |
| Ikaros                                    | Palle Pernevi                                         | 1965                                |                                       |                                             | Stora Torg 56.03156, 14.15505                                          | Ikaros                                                           |
| Man med fågel och hatt                    | Björn Selder                                          | 1993                                |                                       | sten                                        | Musik i syd, Kanalgatan 30 koordinater saknas                          |                                                                  |
| Parad                                     | Pål Svensson                                          | 1999                                |                                       | granit                                      | Östra Boulevarden, mitt emot Domus koordinater saknas                  |                                                                  |
| Christian IV                              | Bertel Thorvaldsen                                    |                                     | Staty över Christian IV               | staty                                       | i Rådhusets fasad koordinater saknas                                   | Christian IV                                                     |
| Lustan                                    | Ulla Viotti                                           | 1996                                |                                       |                                             | Skolan i Tollarp koordinater saknas                                    |                                                                  |
| Pyret                                     | Brita Waldemarsson-Stuhre                             | 1995                                |                                       | brons                                       | Allögården 56.03927, 14.15995                                          |                                                                  |
| Budbäraren                                | Fredrik Wretman                                       | 2014                                | Stor fot i vattenbassäng              | skulptur - bronspatinerad glasfiber, diabas | Rådhusets innergård koordinater saknas                                 |                                                                  |
| Fedra                                     | Gunilla Bandolin                                      | 1994                                |                                       | skulptur - järn                             | utanför konsthallen vid Stora Torg 56.03188, 14.15571                  | Fedra                                                            |
| Axel Ankarcrona                           | Okänd                                                 |                                     | Rest minnessten                       | Sten                                        | Tivoliparken koordinater saknas                                        | Axel Ankarcrona                                                  |
| Badlakanet                                | Axel Olsson                                           |                                     |                                       | skulptur                                    | Sjövägen koordinater saknas                                            | Badlakanet                                                       |
| Tid                                       | Thomas Hallqvist                                      | 2016                                |                                       | skulptur                                    | Västra Boulevarden koordinater saknas                                  | Tid                                                              |

## Fotnoter
1. ↑  Placerad 1986
2. ↑  För närvarande inte synlig på grund av bygget med kulturkvarteret
3. ↑  Original 1918
4. ↑  Altare består av flera konstverk i liknande form. Deska är numrerade och åtminstone III samt IV står i Åhus.
5. ↑  Kopia av antikt verk
6. ↑  http://www.bkf.dk/web/gerdathune-andersen
7. ↑  Kopia av Carl Milles verk, placerad 1974
8. ↑  Tillfälligt flyttad
9. ↑  Tillfälligt flyttad
10. ↑  Tillfälligt flyttad
11. ↑  http://www.kristianstad.se/sv/Kristianstads-kommun/Nyhetsarkiv1/Konsten-invigd-i-Radhus-Kristianstad/
12. ↑  http://www.kristianstad.se/sv/Kristianstads-kommun/Kultur-Fritid/Kultur/Skulpturer/Skulpturkarta-over-Kristianstad/Stenskulptur2/
13. ↑  1994-2005 placerad utanför stadsbiblioteket